# Klariza Clayton
Klariza Clayton (Hong Kong, 9 de marzo de 1989) es una actriz británica, más conocida por interpretar a Joy Mercer en House of Anubis.

## Carrera
Clayton comenzó su carrera cuando tuvo un pequeño papel en Young Dracula (2007) interpretando a Delila. Desde 2008 ha interpretado a Sam en Dani's House. Su siguiente gran papel fue el de Karen McClair en Skins. Protagonizó junto con Michael Cane la película Harry Brown. También estuvo como invitada en EastEnders, haciendo el papel de Lian. Interpretó a Joy Mercer en la serie de Nickelodeon, House of Anubis.

## Vida personal
Su madre es filipina y su padre es inglés. Tiene tres hermanos menores y actualmente vive en Croydon, donde asiste a Riddlesdown Collegiate.

## Filmografía
| Películas     | Películas           | Películas       | Películas                                                   |
| Año           | Título              | Rol             | Notas                                                       |
| ------------- | ------------------- | --------------- | ----------------------------------------------------------- |
| 2009          | Harry Brown         | Sharon          |                                                             |
| 2014          | Hieroglyph          | Zita            | Película para televisión                                    |
| 2016          | Blood Money         | Kasey           |                                                             |
| 2016          | Fox Trap            | Emma            |                                                             |
| Televisión    |                     |                 |                                                             |
| Año           | Título              | Rol             | Notas                                                       |
| 2007          | Young Dracula       | Delila          | Episodio: "Love Bites"                                      |
| 2008          | Holby City          | Stevie Montague | Episodio: "The Softest Music"                               |
| 2008          | Dani's House        | Sam             | Elenco principal                                            |
| 2009          | Parents of the Band | Jelly Babe      | 1 episodio                                                  |
| 2009          | EastEnders          | Lian            | 1 episodio                                                  |
| 2009–10       | Skins               | Karen McClair   | Recurrente                                                  |
| 2010          | The Bill            | Yara Hanoush    | 1 episodio                                                  |
| 2010          | Shelfstackers       | Alyssa          | Elenco principal                                            |
| 2011–13       | House of Anubis     | Joy Mercer      | Recurrente (temp. 1); Principal (temp. 2–3) (141 episodios) |
| 2013          | Misfits             | Chloe           | 1 episodio                                                  |
| 2013          | Dani's Castle       | Sam             | Episodio: "Ghost Tour"                                      |
| 2014          | Grass Roots         | Denise          |                                                             |
| 2015          | Sun Trap            | Bird Keeper     | 1 episodio                                                  |
| 2016–presente | Lovesick            | Holly           | Recurrente (temp. 2); Principal (temp. 3)                   |